# ロンドン・スタジアム
ロンドン・スタジアム (英語: London Stadium) は、イギリスのロンドン東部、オリンピック・パークの一角にあるスタジアム。2012年のオリンピックとパラリンピックのメイン競技場であった。五輪開催期間中の収容可能人数は約8万人で、ウェンブリー・スタジアム、トゥイッケナム・スタジアムに次いで一時的にイギリスで3番目に大きなスタジアムであった。2015年ラグビーワールドカップと2017年の世界陸上競技選手権大会の開催地でもある。

## 概要
前回のロンドン五輪の主競技場で、陸上競技とサッカーの決勝戦が行われたウェンブリー・スタジアムとは違い、当スタジアムでは陸上競技のみが開催された。
ロンドン・オリンピック組織委員会は2006年10月、McAlpine（建設会社）、POPULOUS、Buro Happold（建設コンサルタント）のコンソーシアムによるスタジアム設計案を採用した。スタジアムは屋根が建物をまるごと覆う独特の外観で、「筋肉が人体を支持するのと同じ構造で、スタジアム自体が人体を表現する」よう設計されている。
ロンドンパラリンピック終了後は収容人員を60,000人に縮小し、陸上トラックを残したまま、サッカー・プレミアリーグのウェストハム・ユナイテッドFCのホームスタジアムとして使用される予定だった。その後、同じロンドンが本拠地のトッテナム・ホットスパーFCが反発して一旦は白紙に戻された ものの、ウェストハム・ユナイテッドは2013年7月、2016-2017シーズン（2016年）より当スタジアムを本拠地として使用することを、改めて正式に発表した。
2013年7月26日から28日まで、オリンピック1周年を記念して、陸上競技大会セインズブリーズアニバーサリーゲームズ (Sainsbury's Anniversary Games) が開催され、ダイヤモンドリーグと障害者陸上競技が行われた。ダイヤモンドリーグが行われた26日と27日は、60,000人の観客がスタジアムを訪れた。
2019年6月29日から6月30日にかけて、メジャーリーグベースボール(MLB)のヨーロッパ初開催となるニューヨーク・ヤンキース対ボストン・レッドソックスの公式戦が2試合開催された（MLBロンドンシリーズ）。陸上競技場であるグラウンドを野球仕様にする大掛かりな改修工事が行われ、MLBさながらの野球場となった。初戦は、ヤンキース先発の田中将大とレッドソックス先発のリック・ポーセロが共に初回から打ち込まれ、MLB史上初となる両先発が初回を持たずに降板する展開となるも、最終的に17対13でヤンキース が勝利を飾った。2020年も6月13日と14日にMLB公式戦シカゴ・カブス対セントルイス・カージナルス戦が組まれるも、2019年新型コロナウイルス感染症の影響により、MLBの試合短縮と自国内開催の方針により当スタジアムでの試合は中止となった。その後2年間はMLB公式戦開催はなかったが、2023年6月24日、25日に、当初2020年に開催予定だったシカゴ・カブス対セントルイス・カージナルス戦が開催されることとなった。また2024年6月8日、9日には、ニューヨーク・メッツ対フィラデルフィア・フィリーズ戦が開催された。

## 設計と建設

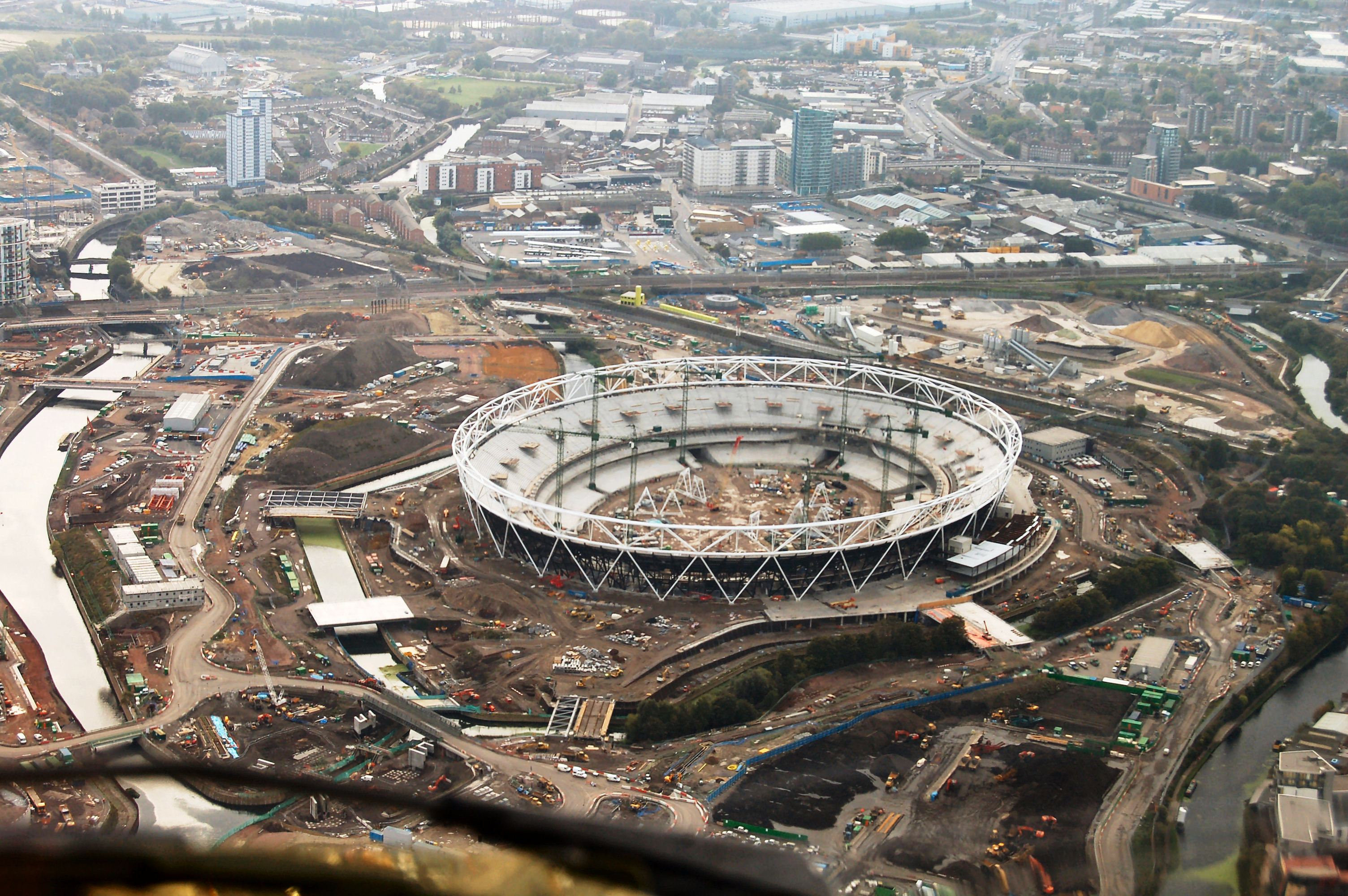
建設中のロンドン・スタジアム (2009年10月)

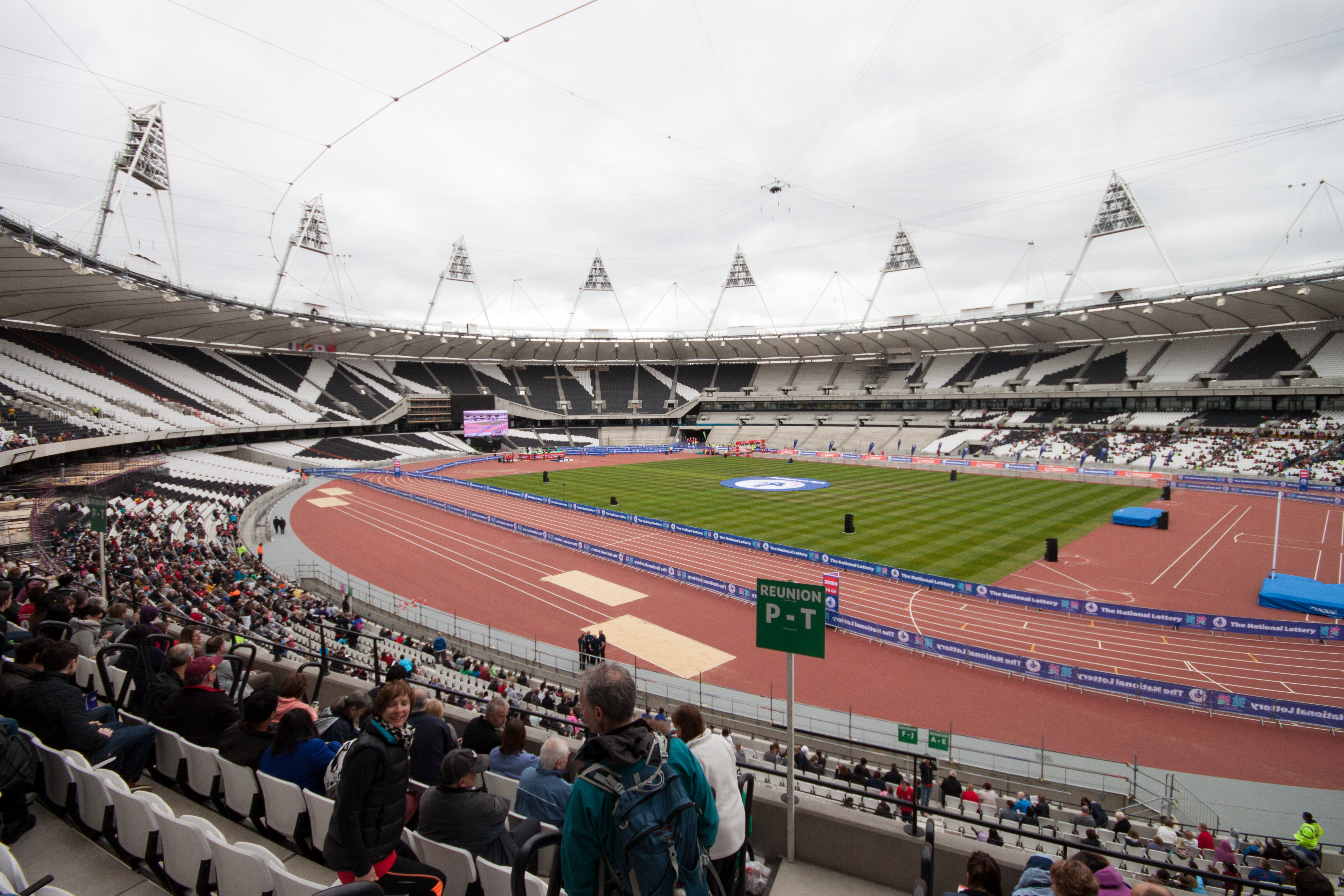
スタジアム内部（2012年）

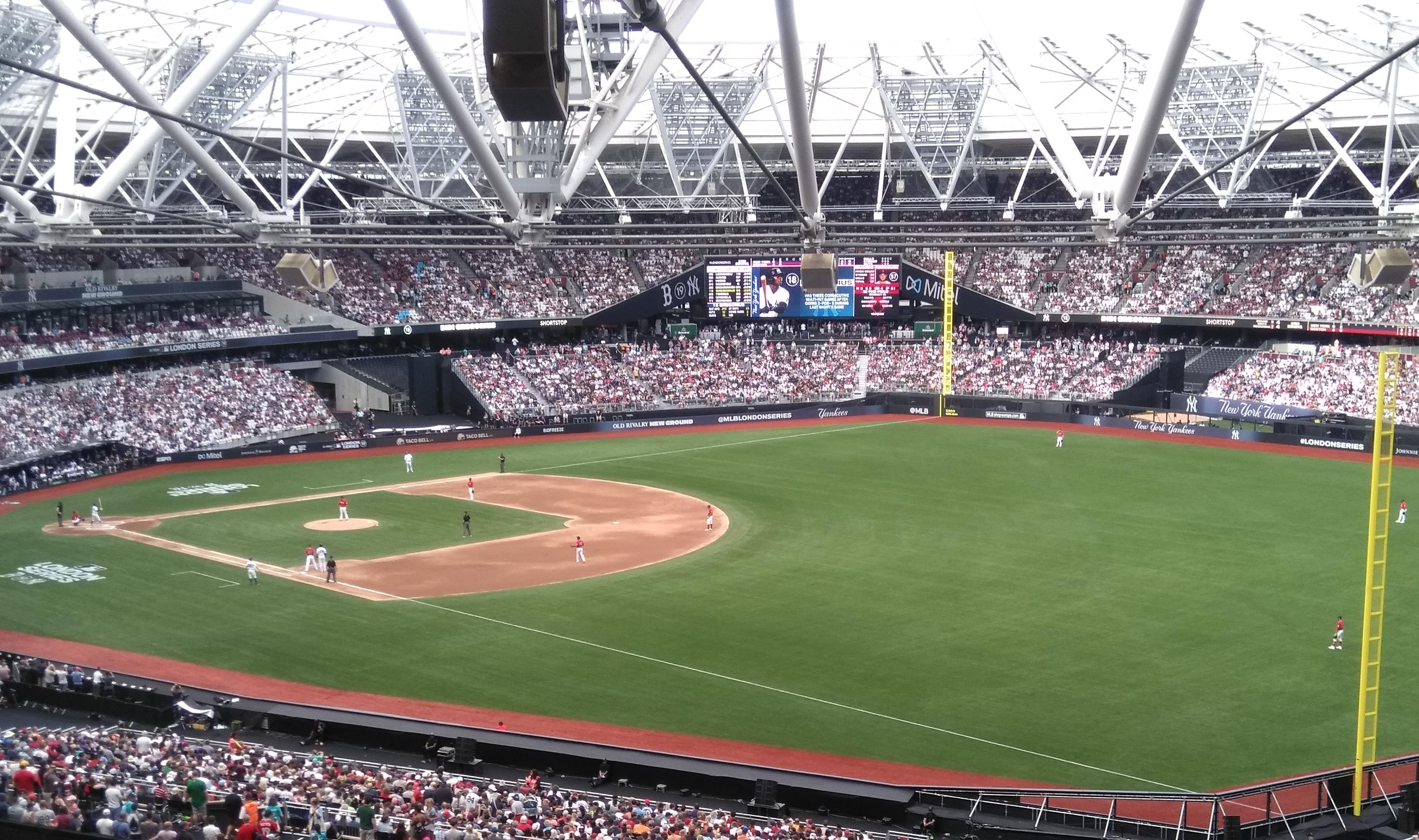
野球仕様のロンドン・スタジアム（2019年6月）

スタジアムの設計案は2007年11月7日に公表された。設計者のPOPULOUSはスポーツ施設やコンベンションセンターの設計から大規模イベントの企画までを専門とする建築設計事務所である。廃止されたドッグレース場の跡地に建てられ、建設には2007年から2011年までの4年間を要した。
2009年6月時点では、スタジアムのアリーナ（トラックとフィールド）部分が建設され、その周囲に25,000席の常設座席が設置された。建設地にもともとあった傾斜はそのまま設計に取り入れられ、区画を変えながら半地下まで掘り進められた。このすり鉢型の競技場を利用して、上位の層は解体が容易な軽量の鉄とコンクリートで組み立てられ、さらに55,000人の観客の収容を可能にした。
80,000席を備えた独特のスタジアムは2012年の夏季オリンピックの主競技場として、開閉会式と陸上競技が実施された。当時の規模は310 x 260 mで高さが62.7m。座席全体のうち前方の約40%が屋根に覆われていない構造だったともいわれる。
五輪終了後は収容人数を60,000人に抑えて使用される見込みである。取り除かれる予定で設営された上部の客席と、地上部との距離が長く、観客に不便な設計だったと、本件には関与しなかった建築家のザハ・ハディッドは指摘した。